# Micropoltys
Micropoltys es un género de arañas araneomorfas de la familia Araneidae. Se encuentra en Australia y Nueva Guinea.

## Lista de especies
Según The World Spider Catalog 12.0:
- Micropoltys baitetensis Smith & Levi, 2010
- Micropoltys debakkeri Smith & Levi, 2010
- Micropoltys heatherae Smith & Levi, 2010
- Micropoltys placenta Kulczyński, 1911